# Nemesis lamna
Nemesis lamna är en kräftdjursart som beskrevs av Risso 1826. Nemesis lamna ingår i släktet Nemesis och familjen Eudactylinidae.

## Underarter
Arten delas in i följande underarter:
- N. l. lamna
- N. l. vermi